# Maria Wörth
Maria Wörth (slow.: Otok) ist eine Gemeinde mit 1648 Einwohnern (Stand 1. Jänner 2024) im Bezirk Klagenfurt-Land in Österreich, im Bundesland Kärnten, dessen gleichnamige Ortschaft Maria Wörth auf einer Halbinsel am südlichen Ufer des Wörthersees liegt. Die namensgebende Kirche wurde schon im 9. Jahrhundert als „Maria Werd“ urkundlich erwähnt.

## Geographie
Maria Wörth befindet sich etwa 14 Kilometer westlich von Klagenfurt. Das Gemeindegebiet erstreckt sich in hügeligem Gelände mit hohem Waldanteil über mehrere Kilometer entlang des südlichen (rechten) Seeufers.

### Gemeindegliederung
Die Gemeinde ist in die beiden Katastralgemeinden Maria Wörth und Reifnitz gegliedert. Ihnen zugeordnet sind folgende acht Ortschaften (Einwohnerzahlen Stand 1. Jänner 2024):
- Maiernigg (Majernik) (26)
- Maria Wörth (Otok) (142)
- Oberdellach (Zgornje Dole) (73)
- Raunach (Ravne) (166)
- Reifnitz (Ribnica) (857)
- St. Anna (Šentana) (52)
- Sekirn (Sekira) (273)
- Unterdellach (Spodnje Dole) (59)

### Nachbargemeinden
| Techelsberg              | Pörtschach                                  | Krumpendorf |
|                          | Kompassrose, die auf Nachbargemeinden zeigt | Klagenfurt  |
| Schiefling am Wörthersee | Keutschach am See                           |             |

## Geschichte
Nachdem in der Mitte des 8. Jahrhunderts Missionare des Bistums Salzburg in das heutige Kärnten gekommen waren, erfolgte ab etwa 830 von Innichen aus durch das Bistum Freising die Tochtergründung Maria Wörth auf der Insel im Wörthersee. Die Halbinsel, auf der sich heute die gotische Wallfahrtskirche befindet, war bis 1770 eine Insel, was noch am Namen Wörth erkennbar ist. Der slowenische Name „Otok“ bedeutet ebenfalls „Insel“.

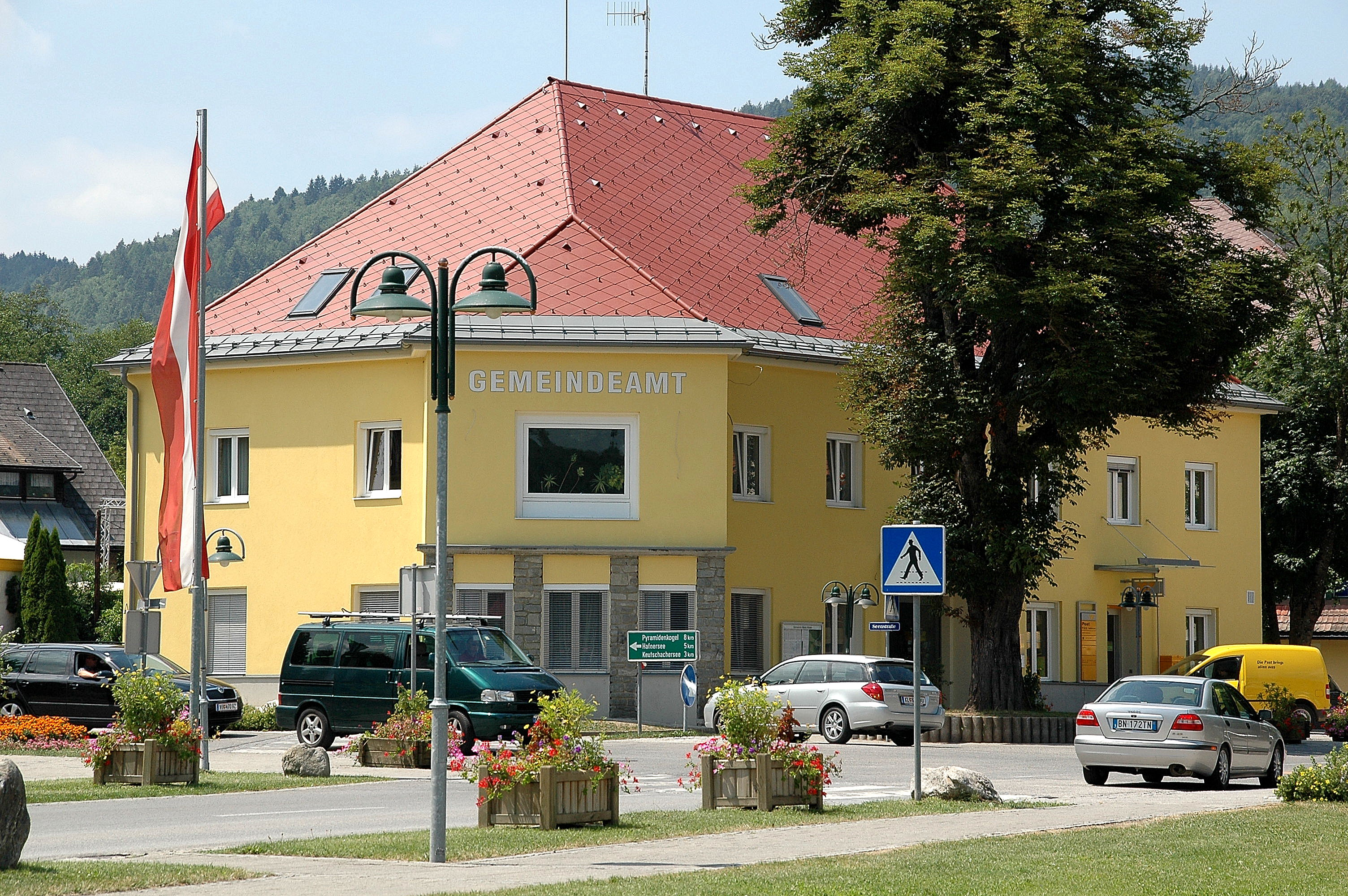
Gemeindeamt von Maria Wörth (in Reifnitz gelegen)

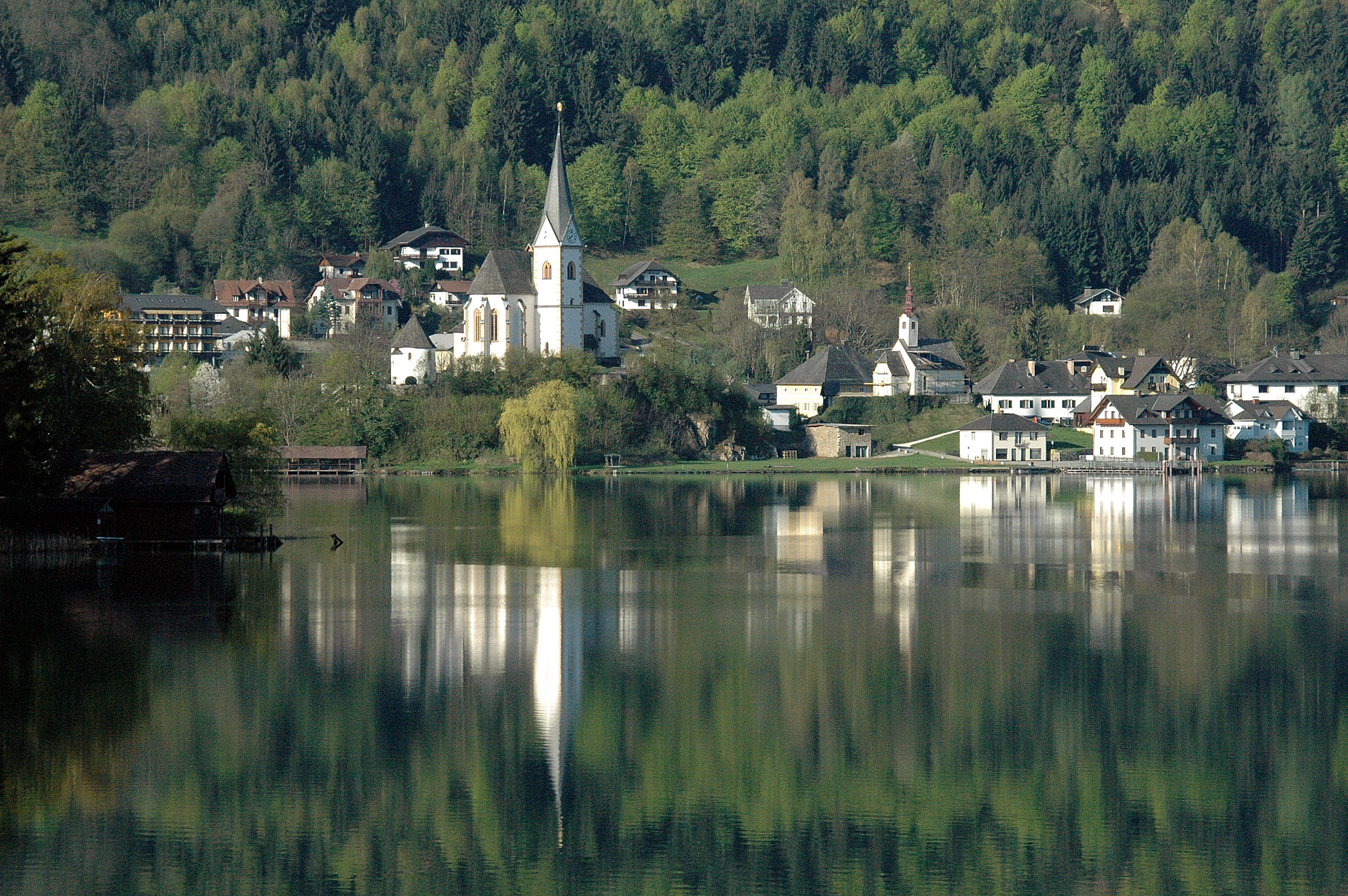
Blick auf Maria Wörth vom gegenüberliegenden Ufer des Wörthersees.

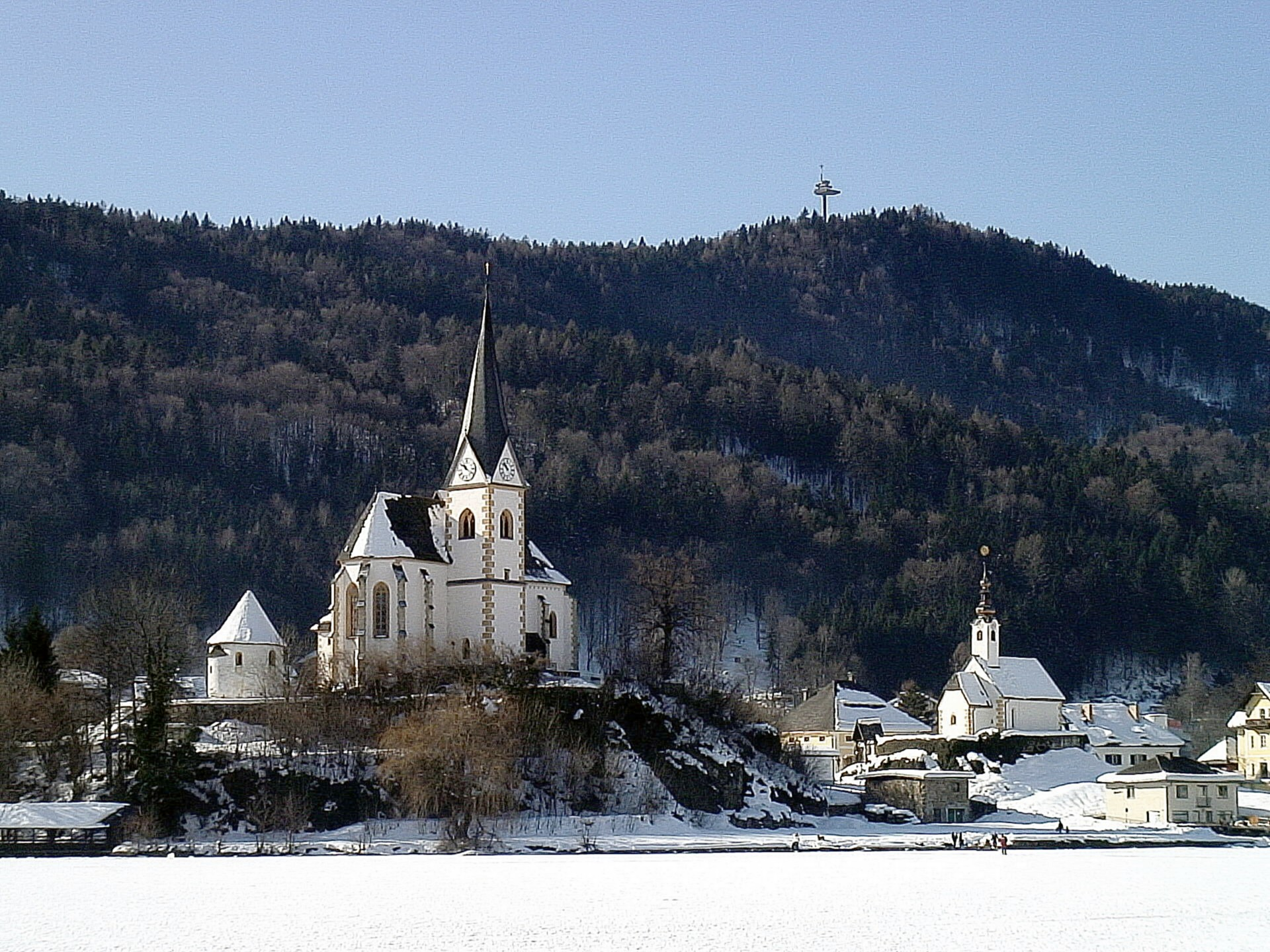
Kirchenanlage Maria Wörth mit Pfarrkirche Hll. Primus und Felician (links) und Winterkirche (rechts); rechts im Hintergrund: der alte Aussichtsturm am Pyramidenkogel

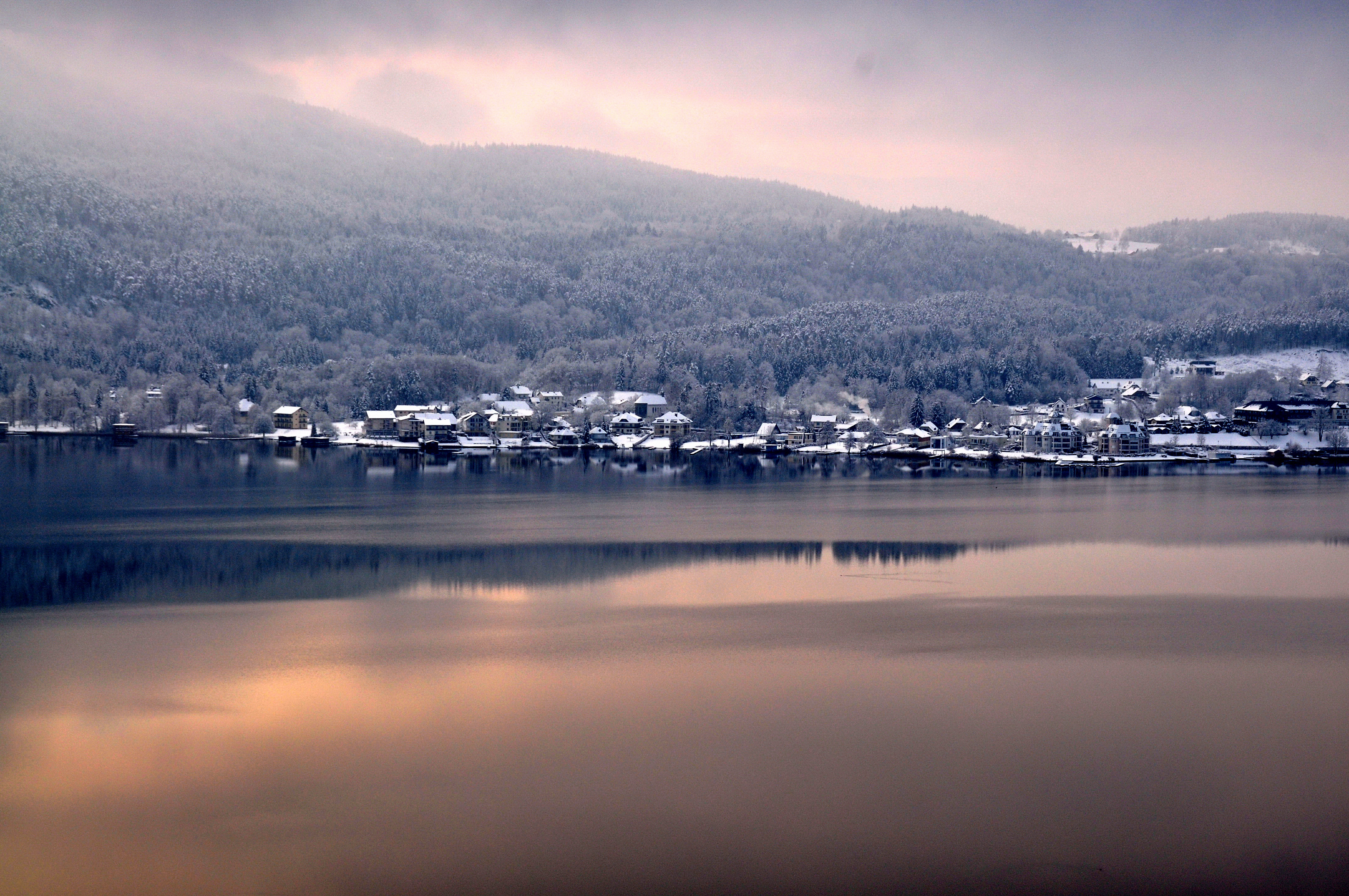
Winterliches Unterdellach

Um 875 wurde auf dem höchsten Punkt der Insel eine Marienkirche errichtet, in der die Reliquien der Märtyrer Primus und Felicianus beigesetzt wurden. Ausgehend vom Anwesen auf der Insel wurden in der zweiten Hälfte des 10. Jahrhunderts mehrere Kirchen in der Umgebung gegründet. Die erste urkundliche Erwähnung Maria Wörths stammt aus dem Jahr 894.
Bischof Otto I. von Freising gründete zwischen 1146 und 1150 in Maria Wörth ein zweites Kollegiatstift in Kärnten. Eine weitere, kleinere Kirche, die heute noch unter dem Namen Rosenkranz- oder Winterkirche besteht, wurde 1155 geweiht. Beide Kirchen brannten im Jahr 1399 ab, wurden aber wieder neu errichtet. Um 1500 hatte das Bistum Freising seinen Einfluss in Kärnten verloren. Die Propstei fiel an das Stift Millstatt und wurde 1598 bei dessen Übernahme durch den Jesuitenorden aufgelöst. Nach der Aufhebung des Millstätter Klosters durch das Jesuitenverbot von 1773 und nachdem 1809 das Stift St. Paul wieder eröffnet wurde, übergab man diesem Maria Wörth sowie die Herrschaft Leonstein bei Pörtschach.
Mit der Glanfurt wurde 1770 ein künstlicher Abfluss des Wörthersees geschaffen, der Wasserspiegel des Sees sank und Maria Wörth wurde zur Halbinsel.
Bei der Konstituierung der politischen Gemeinden im Jahr 1850 kam die Katastralgemeinde Maria Wörth zur Ortsgemeinde Schiefling am Wörthersee und die Katastralgemeinde Reifnitz zur Ortsgemeinde Keutschach. 1903 wurde dann aus beiden die Gemeinde Maria Wörth gebildet. Im Nationalsozialismus mussten 1938 Maria Loretto und einige größere Seeparzellen an Klagenfurt abgetreten werden.
In den Jahren 1971 und 1972 wurden in Maria Wörth und Umgebung zwei Filme (Immer Ärger mit Hochwürden und Hochwürden drückt ein Auge zu) gedreht. Die römisch-katholische Kirche von Maria Wörth ist dabei die Kirche des Filmpfarrers.
Im September 2023 wird ein Masterplan zur Neugestaltung der Halbinsel verkündet, die im Grundbesitz von Land und katholischer Kirche steht. Motto: „Garten Eden am See“. Freier Blick auf den See und Seezugang für Fußgänger wird angestrebt. Ein Architektenwettbewerb wird geplant.

## Bevölkerung

### Staatsbürgerschaft, Religion
Nach der Volkszählung 2001 hat die Gemeinde Maria Wörth 1.258 Einwohner, davon sind 93,5 % österreichische, 3,3 % deutsche, 1,2 % bosnische und 1,0 % kroatische Staatsbürger.
Zur römisch-katholischen Kirche bekennen sich 80,6 % der Gemeindebevölkerung, zur evangelischen Kirche 7,2 % und zum Islam 1,0 %. Ohne religiöses Bekenntnis sind 7,8 % der Einwohner.

### Bevölkerungsentwicklung
| Maria Wörth: Einwohnerzahlen von 1869 bis 2024      | Maria Wörth: Einwohnerzahlen von 1869 bis 2024 | Maria Wörth: Einwohnerzahlen von 1869 bis 2024 | Maria Wörth: Einwohnerzahlen von 1869 bis 2024 | Maria Wörth: Einwohnerzahlen von 1869 bis 2024 |
| --------------------------------------------------- | ---------------------------------------------- | ---------------------------------------------- | ---------------------------------------------- | ---------------------------------------------- |
| Jahr                                                |                                                |                                                |                                                | Einwohner                                      |
| 1869                                                | 1869                                           |                                                | 513                                            | 513                                            |
| 1880                                                | 1880                                           |                                                | 570                                            | 570                                            |
| 1890                                                | 1890                                           |                                                | 605                                            | 605                                            |
| 1900                                                | 1900                                           |                                                | 602                                            | 602                                            |
| 1910                                                | 1910                                           |                                                | 619                                            | 619                                            |
| 1923                                                | 1923                                           |                                                | 679                                            | 679                                            |
| 1934                                                | 1934                                           |                                                | 800                                            | 800                                            |
| 1939                                                | 1939                                           |                                                | 818                                            | 818                                            |
| 1951                                                | 1951                                           |                                                | 1.234                                          | 1.234                                          |
| 1961                                                | 1961                                           |                                                | 920                                            | 920                                            |
| 1971                                                | 1971                                           |                                                | 1.092                                          | 1.092                                          |
| 1981                                                | 1981                                           |                                                | 1.042                                          | 1.042                                          |
| 1991                                                | 1991                                           |                                                | 1.067                                          | 1.067                                          |
| 2001                                                | 2001                                           |                                                | 1.258                                          | 1.258                                          |
| 2011                                                | 2011                                           |                                                | 1.492                                          | 1.492                                          |
| 2021                                                | 2021                                           |                                                | 1.614                                          | 1.614                                          |
| 2024                                                | 2024                                           |                                                | 1.648                                          | 1.648                                          |
| Quelle(n): Statistik Austria, Gebietsstand 1.1.2021 |                                                |                                                |                                                |                                                |

## Kultur und Sehenswürdigkeiten
- Die Pfarr- und ehemalige Stiftskirche Hll. Primus und Felician liegt auf dem höchsten Punkt der Halbinsel. Die vermutlich unter Bischof Waldo von Freising (regierte 884–906) errichtete, urkundlich 894 erstmals erwähnte, in ihrem heutigen Erscheinungsbild spätgotische Kirche mit romanischem Kern diente als Translatio der Reliquien der Märtyrer Primus und Felicianus. Ab Ende des 9. Jahrhunderts war sie Urpfarre und Missionszentrum des Bistums Freising in Kärnten. Die Kirche ist heute durch ihre romantische Lage am See eine der beliebtesten Firmungs- und Hochzeitskirchen Kärntens.
- Die Winterkirche (auch Rosenkranzerkirche genannt) liegt westlich und etwas unterhalb der Pfarrkirche und ist ein kleiner, von einer Friedhofsmauer umgebener Bau im Stil der frühmittelalterlichen Chorquadratkirchen. Es wird angenommen, dass die im Jahr 1155 urkundlich erwähnte Weihe einer Marienkirche die heutige Winterkirche betrifft, gesichert ist dies aber nicht. Anfang des 16. Jahrhunderts wurde die Kirche mit einem gratigen Kreuzgewölbe versehen; die unterwölbte Opfernische rechts neben dem Portal trägt die Jahreszahl 1540.
- Das 1898 erbaute Schloss Reifnitz („Klein Miramar“) liegt auf einer Landzunge am Nordrand der Reifnitzer Bucht.
- Die Villa Schwarzenfels in Maiernigg wurde 1893/94 vom Wiener Architekten Friedrich Theuer als Ferienvilla errichtet und bewohnt. Die zweigeschoßige Villa im späthistoristischen Stil „altdeutscher Richtung“ befindet sich in dominanter Lage auf einer bastionsartigen Terrasse über dem See.
- Im Ortsteil Sekirn steht am Südufer des Wörthersees die Villa Siegel. Der markante Bau geht auf den Komponisten Gustav Mahler zurück, der dort von 1900 bis 1907 seine Sommerfrische verbrachte.
- Im Ortsteil Sekirn ließ Helmut Horten in den Jahren 1976/77 die römisch-katholische Filialkirche St. Hubertus als Mausoleum errichten, in dem er nach seinem Tod auch bestattet wurde.

## Wirtschaft und Infrastruktur
Die Wirtschaft Maria Wörths wird durch den Sommertourismus dominiert. Die Anzahl der Übernachtungen sank von 133.000 im Jahr 2011 auf 124.000 im Jahr 2018. In den COVID-Jahren 2019 und 2020 ging die Übernachtungszahl auf 115.000 und 93.000 zurück.

### Verkehr
Die Wörthersee-Süduferstraße verbindet die am weitesten westlich gelegene Ortschaft Unterdellach mit dem südöstlichen Ende des Wörthersees, wo das Gemeindegebiet an die Stadt Klagenfurt grenzt. In dem viel frequentierten Seebadeort befindet sich auch eine Anlegestelle der Wörtherseeschifffahrt.

## Politik

### Gemeinderat
| Der Gemeinderat von Maria Wörth hat 15 Mitglieder. \| Jahr \| SPÖ \| ÖVP \| FPÖ \| BZÖ \| PMW \| BMWL \| BLG[A 1] \| Link \| \| -------------------------------------------------------------------------- \| --- \| --- \| --- \| --- \| --- \| ---- \| -------- \| ---- \| \| Gemeinderatswahl 1985 \| 4 \| 11 \| - \| - \| - \| - \| - \| [5] \| \| Gemeinderatswahl 1991 \| 4 \| 6 \| 3 \| - \| 2 \| - \| - \| [5] \| \| Gemeinderatswahl 1997 \| 5 \| 4 \| 6 \| - \| - \| - \| - \| [6] \| \| Gemeinderatswahl 2003 \| 3 \| 5 \| 7 \| - \| - \| - \| - \| [7] \| \| Gemeinderatswahl 2009 \| 3 \| 2 \| - \| 6 \| - \| 4 \| - \| [8] \| \| Gemeinderatswahl 2015 \| 3 \| 5 \| 2 \| - \| - \| - \| 5 \| [9] \| \| Gemeinderatswahl 2021 \| 5 \| 5 \| 2 \| - \| - \| - \| 3 \| [10] \| \| Anmerkungen: 1. ↑ BLG ... Bürgerliste Maria Wörth lebenswert + Grüne (BLG) \| \| \| \| \| \| \| \| \| | Hier fehlt eine Grafik, die leider im Moment aus technischen Gründen nicht angezeigt werden kann. Wir arbeiten daran! |     |     |     |     |      |     |        |
| Jahr | SPÖ | ÖVP | FPÖ | BZÖ | PMW | BMWL | BLG | Link   |
| Gemeinderatswahl 1985 | 4 | 11  | -   | -   | -   | -    | -   | [ 5 ]  |
| Gemeinderatswahl 1991 | 4 | 6   | 3   | -   | 2   | -    | -   | [ 5 ]  |
| Gemeinderatswahl 1997 | 5 | 4   | 6   | -   | -   | -    | -   | [ 6 ]  |
| Gemeinderatswahl 2003 | 3 | 5   | 7   | -   | -   | -    | -   | [ 7 ]  |
| Gemeinderatswahl 2009 | 3 | 2   | -   | 6   | -   | 4    | -   | [ 8 ]  |
| Gemeinderatswahl 2015 | 3 | 5   | 2   | -   | -   | -    | 5   | [ 9 ]  |
| Gemeinderatswahl 2021 | 5 | 5   | 2   | -   | -   | -    | 3   | [ 10 ] |
| Anmerkungen: 1. | |     |     |     |     |      |     |        |

### Bürgermeister
Bürgermeister ist Markus Perdacher (ÖVP).

### Wappen
Das Wappen, das der Gemeinde am 14. Februar 1983 verliehen wurde, enthält mehrere Komponenten aus der Geschichte bzw. der Eigenart der Gemeinde. Der blaue Schildgrund, der goldene Wellenschnitt und der Fisch symbolisieren die Lage am Wörthersee und den Wohlstand, den der Fremdenverkehr gebracht hat. Das goldene Lilienkreuz bringt die kulturelle Ausstrahlung des Freisinger Missionszentrums, der Kirche bzw. des Kollegiatkapitels und der Jesuitenpatres zum Ausdruck. Ungewöhnlich ist der Dreiecksschild, der in Kärnten sonst nur in Gemeinden ritterlicher Herkunft vorkommt.
Die Blasonierung des Wappens lautet wie folgt:
„In blauem Dreiecksschild über goldenem Wellenschnitt ein goldenes Lilienkreuz, im Schildfuß ein waagrechter goldener Fisch.“
Die Fahne ist Blau-Gelb mit eingearbeitetem Wappen.

### Städtepartnerschaften
- Freising, Deutschland (seit 1978)
- Codroipo, Italien
- Aretxabaleta, Spanien (seit 1990)

## Persönlichkeiten
- Ottilie von Herbert (1825–1847), Komponistin, die für ihren tragischen Tod im Wörthersee bekannt ist
- Adolf Heinrich Bercht (1875–1940) war Besitzer von Schloss Reifnitz und Bürgermeister der Landeshauptstadt Klagenfurt in der Zeit vom 13. Juli 1926 bis zum 31. Mai 1931 und fand seine letzte Ruhestätte in der Familiengruft in Maria Wörth.
- Nikolaus Lanner (* 1932); Politiker, Bürgermeister von Maria Wörth; Mitglied des Bundesrates und Abgeordneter zum Kärntner Landtag.